# Denis d'or
Denis d'or ([denidor]) česky též „Zlatý Diviš“ byl unikátní strunný hudební nástroj, jehož tóny se tvoří na bázi elektrické energie. Jeho autorem byl v roce 1748 český vynálezce, duchovní a hudebník Prokop Diviš. Byl sestrojen pouze jeden exemplář a jeho osud není zcela jasný. 

## Historie
Václav Prokop Diviš byl sám vynikající hudebník, proto se při svém bádání o elektřině věnoval také zkonstruování vlastního hudebního nástroje.
První písemná zpráva o nástroji je z roku 1753, ale Diviš svůj unikátní strunný nástroj sestrojil již v roce 1748 (dle OSN dokonce již roku 1730 , který nazval „Zlatý Diviš“ (francouzsky Denis d'or). Využil elektrickou energii pro tvorbu, respektive čištění tónů, tvořených na 790 kovových strunách. Nástroj měl 3 klaviatury, trojí pedálový systém a byl napojen na elektrickou energii leydenských láhví.
Nástroj připomínal zvuk dechových i strunných nástrojů a dokázal zastoupit orchestr. Denis d’or okouzlil císaře Josefa II. natolik, že v roce 1784 nařídil při konfiskaci majetku kláštera v Louce, aby byl převezen ke dvoru do Vídně, kde na něj koncertoval mnich Norbert Weiser. Nástroj se však do dnešní doby nedochoval, jeho stopy končí v Prešpurku.
Německý farář a teolog Johann Ludwig Fricker se při své cestě do Horních Uher, kde si chtěl prohloubit své znalosti přírodních věd a astronomie, zastavil u Diviše na faře v Příměticích u Znojma, aby zde navštívil jednoho z prvních badatelů elektrických jevů, jehož učení chtěl dále šířit po středoevropských zemích. Fricker pak o tomto hudebním nástroji podal nadšenou zprávu v Tübingenských učených zprávách (Tübingische Berichte von gelehrten Sachen, XXX, červenec 1754, 395).